# Кроленко, Александр Александрович
Александр Александрович (Абрамович) Кроленко (настоящая фамилия Кролик; 1889—1970) — книговед и издатель, входил в редакционный совет издательства «Academia».

## Биография
Родился в имении графа Шереметева, где его дед Марк Моисеевич Варшавский (1834—1900), был управляющим, в семье купца второй гильдии Абрама Исааковича Кролика и Полины Марковны Варшавской. Мать происходила из известной семьи из Полтавы: её дяди — купцы первой гильдии Абрам Моисеевич Варшавский (1821—1888) и Самуил Моисеевич Варшавский (1815—1877), потомственный почётный гражданин, были крупными финансистами, подрядчиками, общественными деятелями и благотворителями еврейской общины Санкт-Петербурга; её двоюродные братья — юристы Марк Абрамович Варшавский (1845—1922), купец первой гильдии, и литератор Марк Самойлович Варшавский (1853—1897), другие двоюродные братья также были крупными предпринимателями и банкирами. Братья матери — присяжные поверенные Сергей Иванович Варшавский (1879—1945), журналист (был женат на актрисе МХАТа Ольге Петровне Норовой, 1875—1961), и Илья Иванович Варшавский; племянник писатель Владимир Сергеевич Варшавский.
Окончил юридический факультет Петербургского университета в 1912 (по другим сведениям в 1911) с дипломом 1-й степени. В 1912 был принят в число помощников присяжных поверенных Санкт-Петербургской окружной судебной палаты. Был записан помощником к присяжному поверенному М. Г. Казаринову, известному и талантливому адвокату. Начало Первой мировой войны застало в Италии, куда он ездил с семьёй А. Н. Бенуа. В начале 1915 поступил юрисконсультом в Технический комитет Главного интендантского управления Военного министерства, впоследствии переименованный в Техническую организацию для нужд действующей армии и переданный в ведение Министерства земледелия, где работал до 1920.
В 1920—1921 заведовал библиотечным сектором политотдела Петроградского военного округа, в 1924—1927 заведовал торговым отделом городского сектора народного образования Ленинграда, затем издательством «Academia» до 1929. Был представителем издательства «Федерация» в Ленинграде (1929—1930), заведовал издательствами ленинградских академических театров (1933—1943), преподавал редакционно-издательское дело в высших и средних специальных учебных заведениях. Одновременно работал в Научно-исследовательском институте книговедения (1926—1933). Занимался разработкой общих вопросов книговедения, изучением психологии читателей.
В 1943—1949 вернулся к юриспруденции и вступил в коллегию адвокатов, однако книжное дело не оставлял до конца жизни. В 1945—1946 годах защищал немецких военнопленных на Ленинградском судебном процессе. В январе 1946 года был защитником на Великолукском судебном процессе.
В 1952 году вышел на пенсию и, помимо выступлений с докладами и сообщениями по различным разделам книговедения, работал над монографией по искусству книги. В 1950-е составил программы курсов «Печать и печатное дело в СССР», «Организация и экономика книгоиздательского дела в СССР». В 1955 выступил с докладом «Искусство советской книги». Был членом секции книги и графики Ленинградского Дома учёных, в 1957 прочитал здесь доклад «Радость и огорчения книголюба».

## Сочинения
- Его кандидатская работа «Идеи законодательного творчества и закономерности развития права в новейшей юриспруденции» была издана Петербургским университетом в 1913 отдельной брошюрой.
- Краткий конспект по энциклопедии права. СПб., 1913.
- Экономика и политика калькуляции цен на книгу. Л., 1927.
- Проблемы книжной витрины. Л., 1929.

В ряде секций выступил с докладами по ключевым вопросам книговедения: «Вопросы экономики книги при учете книжной продукции» (1927), «Схемы по учету книжной продукции» (1927), «Научная разработка книжного дела на Западе» (1927), «Экономика и политика калькуляции цен на книги» (1927), «Проблемы экономики книги и их изучение» (1928), «Основные проблемы книговедения, их систематика и методы изучения» (1928) и другими.